# Пригоры
Пригоры — деревня в Рославльском районе Смоленской области, административный центр Пригорьевского сельского поселения.
Деревня расположена в южной части области, в 7 км от её границы с Брянской областью, на реке Вороница (приток реки Ипуть), в 24 км к юго-востоку от районного центра г. Рославля. В 2 км от автотрассы Р120. На северо-восточной окраине деревни находится железнодорожная станция Пригорье (линия Рославль — Брянск), за железной дорогой расположена деревня Пригорье.